# Sideractis glacialis
Sideractis glacialis Danielssen, 1890 è un esacorallo della famiglia Sideractinidae. È l'unica specie del genere Sideractis.

## Descrizione
È una specie solitaria, talora in aggregazioni poco numerose, ancorata al substrato per mezzo di un ampio disco basale, e con una colonna breve, alta 0,5 cm; il disco orale, di colore rosso-brunastro, ha un diametro di 0,4-1,5 cm ed è circondato da numerosi corti tentacoli, lunghi 4–6 mm, non retrattili, disposti in tre ordini, che presentano all'apice un bottone emisferico biancastro, detto acrosfera. La  superficie della colonna, del disco orale e dei tentacoli è ricoperta da piccole verrucosità.

## Distribuzione e habitat
Descritta inizialmente come specie artica e subartica, presente nelle acque norvegesi del versante nord-orientale dell'oceano Atlantico, Sideractis glacialis è stata successivamente segnalata anche nelle profondità del golfo di Biscaglia e nel mar Mediterraneo.
È spesso presente in barriere coralline di acque profonde dominate da Desmophyllum pertusum e Madrepora oculata, a profondità comprese tra 220 e 970 m.